# Adventhaus (Weimar)

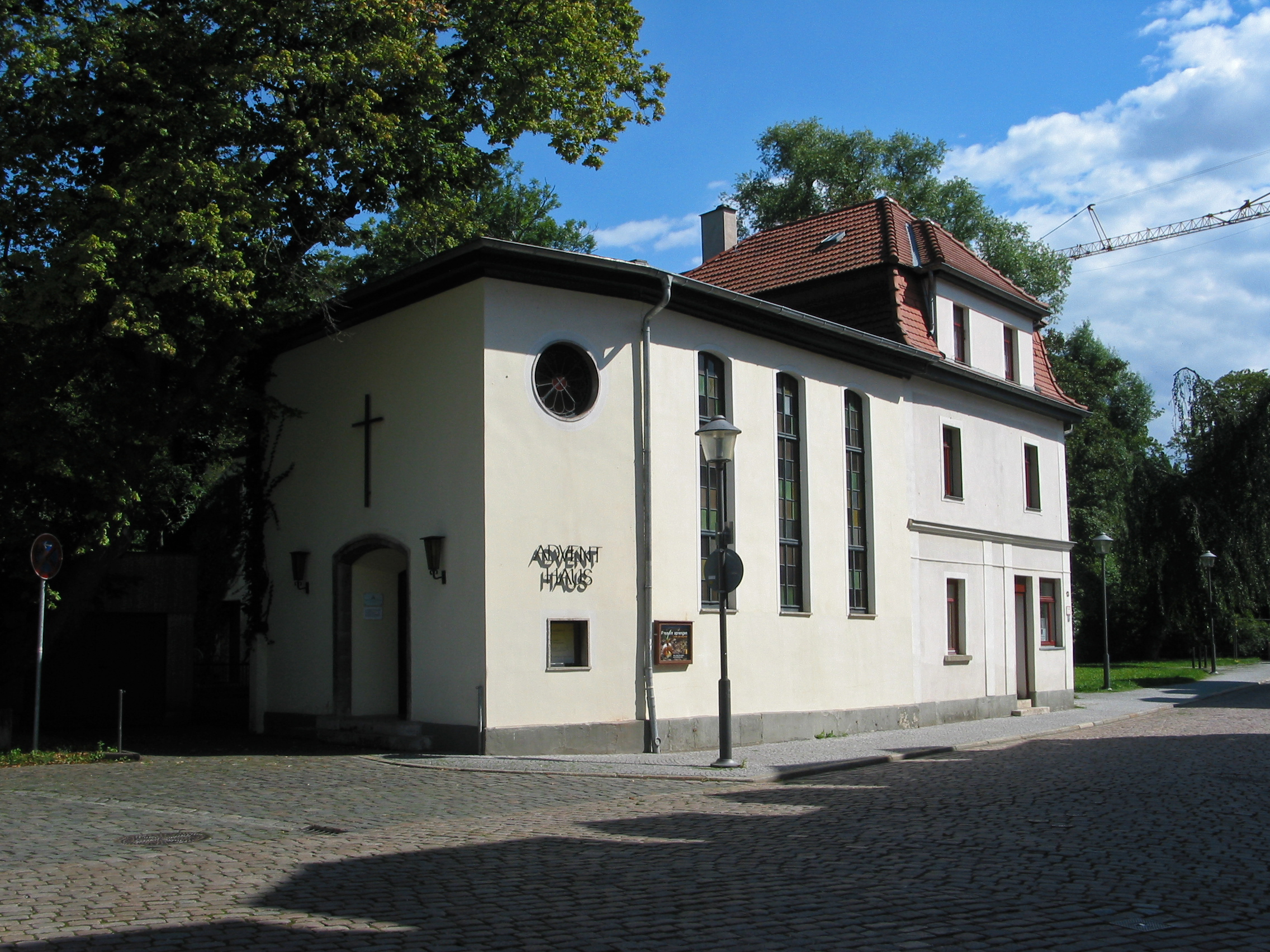
Adventhaus Weimar von Nordwesten

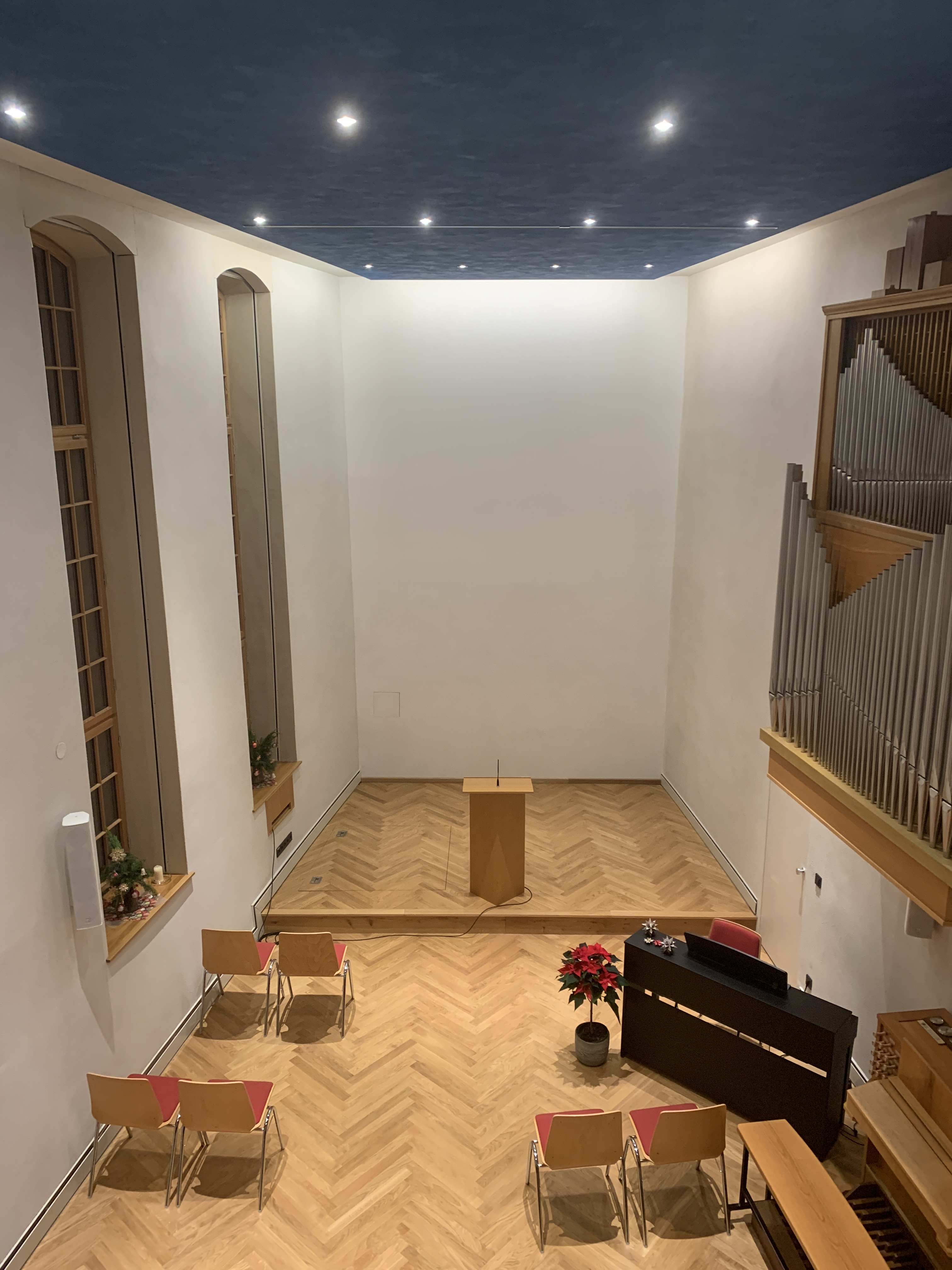
Blick Richtung Osten in den Gemeindesaal

Das Adventhaus in Weimar, auch Adventkapelle genannt, ist ein Sakralbau der Freikirche der Siebenten-Tags-Adventisten. Es befindet sich in der Gerberstraße 13 in direkter Nähe zur Ilm. 
Das Adventhaus gehört zum Denkmalensemble der Gerberstraße, das gemäß § 2 (2) Nr. 1 ThDSchG als Gesamtanlage geschützt ist.

## Geschichte und Architektur
Die Adventgemeinde Weimar ist Teil der Berlin-Mitteldeutschen Vereinigung (BMV) der Freikirche der Siebenten-Tags-Adventisten. Seit 1907 gibt es in Weimar die Siebenten-Tags-Adventisten, die sich bis 1912 an verschiedenen Orten in Weimar versammelten. Sie baute 1913 zunächst Am Jakobskirchhof einen Gemeindesaal, der aber bei den Luftangriffen auf Weimar am 9. Februar 1945 zerstört wurde. In den 1920er Jahren entfaltete die Gemeinde eine rege Wohlfahrtspflege in der Stadt. Die Adventisten wurden im November 1933 für zehn Tage verboten.
Im Weimarer Adressbuch ist für die Gerberstraße, die 1888 Gerbergasse hieß, eine Färberei nachweisbar, deren Besitzer E. Gröper hieß. Zuvor befand sich den davorliegenden Adressbüchern zufolge dort eine Schlosserei.
Die ehemalige Färberei in der Gerberstraße 13 bestand aus zwei Baukörpern, einem südlichen Wohngebäude und dem nördlichen Gebäude mit den Werkräumen. Ab dem Ende des 19. Jahrhunderts bis 1950 wurde hier die „Kunstfärberei und chemische Reinigungsanstalt Fritz Keul“ betrieben. Durch eine Explosion im Jahr 1950 wurde das Gebäude beschädigt und verunglückte der Besitzer tödlich. In der Folge verkaufte die Witwe Keul den Gebäudekomplex an die Adventgemeinde, die ihn in Eigenleistung für ihre Zwecke umbaute. Am 29. Dezember 1951 wurde die Kapelle eingeweiht.
Das langgestreckte, zweigeschossige Gebäude im Süden wird von einem im Westen abgewalmten Satteldach bedeckt und durch hochrechteckige Fenster belichtet. Ein Südportal mit Stichbogen und eine schlichte hochrechteckige Tür im Westen erschließen den Südbau. Er beherbergt heute im Untergeschoss die  Gemeinderäume und im Obergeschoss Wohnräume. Der weiß verputzte Klinkerbau im Norden, dessen Flachdach an die Traufe des Südbaus anschließt, ist auf einem unsymmetrischen Grundriss errichtet. Er hat im Norden vier hohe Stichbogenfenster und im Westen drei baugleiche Fenster. Am nördlichen Ende der Westseite ist ein Rundfenster mit buntem Bleiglasfenster eingelassen. Ein Stichbogenportal im Norden, über dem ein schlichtes Kreuz angebracht ist, führt über einen kleinen Vorbau in den Gemeindesaal. 1982 und 2018 erfolgten umfangreiche Sanierungen und Modernisierungen der schlicht ausgestatteten Innenräume.

## Orgel

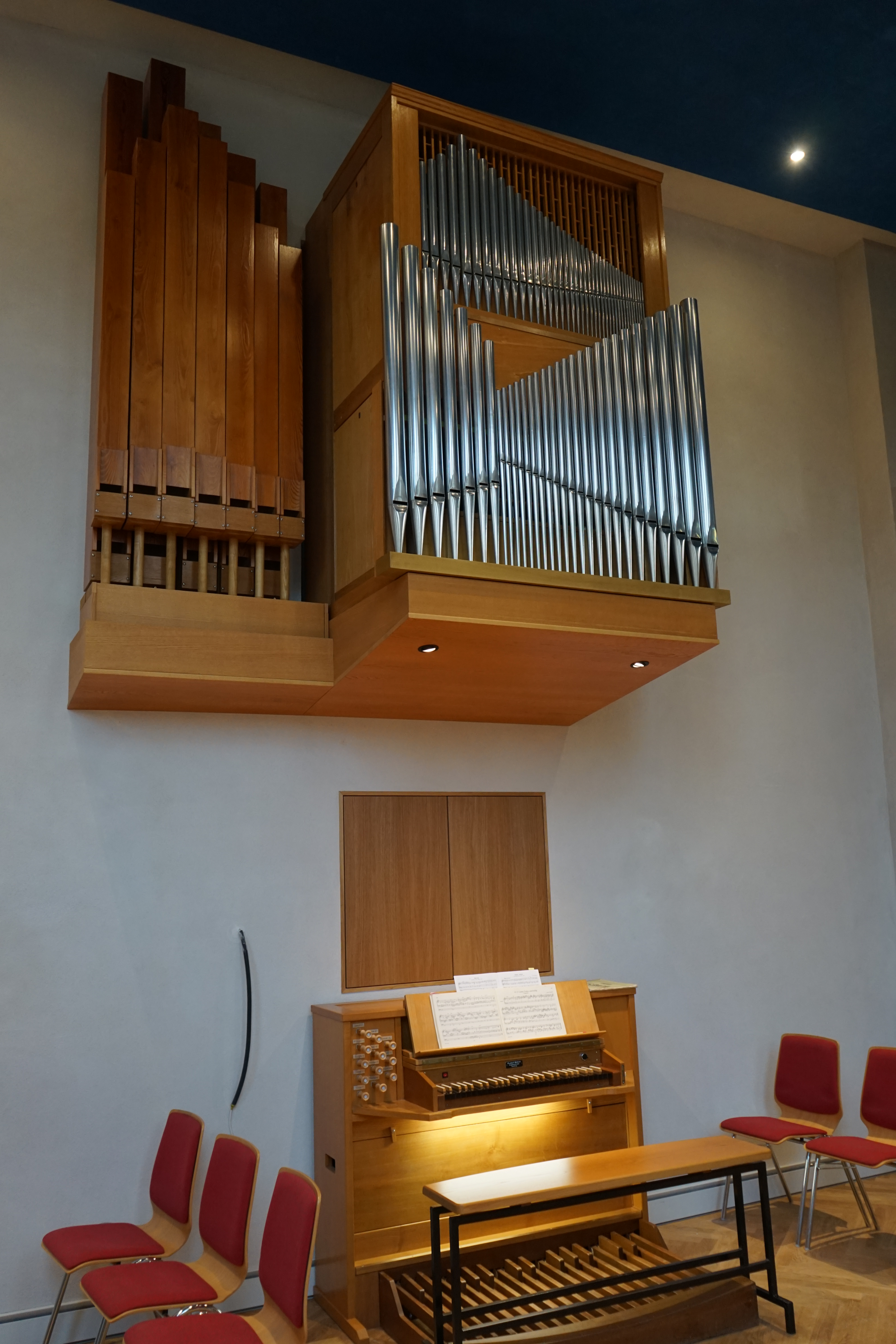
Böhm-Orgel von 1990 nach dem Umbau durch Wünning 2021

Im Jahre 1989 wurde eine Orgel aus der von dem  Gothaer Orgelbauer Rudolf Böhm begründeten Orgelbauanstalt eingebaut. Am 3. März 1990 erfolgte die Orgelweihe. Die Orgel verfügte ursprünglich über sechs Register auf einem Manual und Pedal und eine mechanische Spiel- und Registertraktur. Im Zuge der Innensanierung wurde das Instrument ab 2019 durch Georg Wünning neu konzipiert, umgebaut und erweitert. Es wurde als Schwalbennestorgel hoch an der inneren, südlichen Zwischenwand angebracht und erhielt einen neuen Spieltisch, der ebenerdig unterhalb der Orgel aufgestellt wurde, und elektrische Trakturen. Die Firma Otto Heuss lieferte die elektronischen Bauteile für zusätzliche Spielhilfe. Die Orgelabnahme fand am 6. Mai 2021 statt. Die heutige Disposition umfasst sieben klingende Register und lautet wie folgt:
| I Manual C–g3          |            |
| Bassakzent (aus Pedal) | 16′        |
| Gedackt                | 8′         |
| Prinzipal              | 4′         |
| Rohrflöte              | 4′         |
| Octave                 | 2′         |
| Sifflöte               | 1′ / 1 ⁄3′ |
| Cymbel II              | 1⁄2′       |

| Pedal C–f1              |     |
| Subbass                 | 16′ |
| Choralbass (aus Manual) | 4′  |

- Koppeln: Suboktavkoppel I/I, Superoktavkoppel I/I, I/P